# Pierangelo Vignati
Pierangelo Vignati (Piacenza, 10 dicembre 1970) è un paraciclista italiano, vincitore di una medaglia d'oro alle Paralimpiadi del 2000.

## Carriera
Pierangelo Vignati, classe 1970, sposato nel 2002 con Giovanna Castignoli ex Miss Piacenza è  padre di 2 figli Anna e Pietro.
Pierangelo è nato con un malformazione congenita ai piedi  e una limitazione articolare alle caviglie e ipotrofia gemellare. Dopo un periodo passato in acqua come pallanuotista, all'età di 17 anni intraprese la carriera sportiva nel paraciclismo, disciplina che gli procurerà i più importanti successi sportivi nella sua categoria. A 18 anni ottenne i primi successi con la maglia della Caffè Cuoril di Piacenza  e con il GS Retegnese. Inizialmente piazzamenti, poi arrivarono i titoli regionali e provinciali con la maglia della Bicisport Borio e, in seguito, i tricolori nel settore master con il Team Maserati.
Nel 1996 Vignati, dopo aver vinto diversi titoli italiani, partecipò alle selezioni per i X Giochi paralimpici estivi di Atlanta, ma rimase in patria come riserva. Nel 2000 invece, agli XI Giochi paralimpici estivi di Sydney, scese in pista da protagonista, con la maglia azzurra. Conquistò la medaglia d'oro nell'inseguimento individuale, iscrivendo il suo nome sulla tabella dei record del mondo con il tempo di 4'52"410. Nel 2001, dopo uno stage di allenamenti di quattro mesi, ospite del WAIS Institute Sport, tornò in Italia conquistando il quarto posto assoluto al velodromo Vigorelli di Milano, ai campionati italiani Elite/Professionisti. Ancora una volta si distinse per il risultato in termini di tempo: 4'42”86. Successivamente collezionò un quarto e quinto posto ai XII Giochi paralimpici estivi di Atene del 2004.
Dal 2006 Vignati aderì al progetto Argo, un team di atleti e professionisti internazionali, disabili e non, con l'obiettivo di vincere la America's Cup 2010, il principale trofeo nell'ambito della vela. È tecnico di IV Livello Europeo presso la Scuola dello Sport del CONI, poi Head Coach della Nazionale Ciclismo e Paraciclismo Romania e Team Manager del Tusnad Cycling Team, nonché tecnico della Pallanuoto Water Panda di Piacenza. Oggi è Direttore Sportivo per Federazione di Ciclismo Grecia e per il Club SPS di Creta. Collabora come commento tecnico per Rai Sport durante i Giochi Paralimpici da Pechino 2008 a Parigi 2024. Sempre nel 2024 ha esordito come commentatore ai Giochi olimpici di Parigi al fianco di Francesco Pancani. È stato infine vice Presidente Nazionale dell'Associazione Medaglie d'Oro al Valore Atletico del CONI e Dirigente Nazionale di ASI - Alleanza Sportiva Italiana Eps Ric. CONI. È laureato in Scienze Motorie all'Università del Foro Italico - Roma nella Gestione e Organizzazione Sport Alto Livello.

## Palmarès

### Ciclismo
- 1989

Campionati del mondo
- 1991

Campionati del mondo
- 1993

Campionati del mondo
- 1994

Campionati regionali
- 1995

Campionati regionali
- 1997

Campionati italiani, Prova a cronometro
Campionati italiani, Pista
- 1998

Campionati italiani, Prova a cronometro
Campionati italiani, Pista
- 2000

Giochi paralimpici, Inseguimento individuale (Sydney)
Campionati italiani, Prova a cronometro
Campionati italiani, Pista
- 2001

Campionati italiani, Prova a cronometro
Campionati italiani, Pista
Campionati europei
- 2003

Campionati europei, Cronometro
- 2004

Campionati italiani, Prova a cronometro
- 2006

Campionati italiani, Prova a cronometro
Campionati italiani, Pista

#### Altri successi
- 2000

Record Paralimpico e mondiale cat. LC1 nell'inseguimento individuale 4 km pista

### Vela
- 2006

Regata internazionale classe 12 Int. "Les Voiles St. Tropez"
- 2008

Campionato del Mondo Maxi-Rolex Cup " Atalanta II " - Porto Cervo 2008

## Piazzamenti

### Competizioni mondiali
- Giochi paralimpici

Sydney 2000 - Inseguimento individuale: vincitore

## Onorificenze

### Riconoscimenti
- Premio migliore atleta piacentino (2000)
- Premio "atleta coraggio" giornalisti Emilia-Romagna (2002)
- Collare d'oro - CONI (2002)[2]
- Gocce Paralimpiche al merito sportivo CIP (2003)